# Mocro sh*t (lied)
Mocro sh*t is een lied van de Nederlandse rapper Ashafar. Het werd in 2020 als single uitgebracht en stond in hetzelfde jaar als achtste track op het gelijknamige album.

## Achtergrond
Mocro sh*t is geschreven door Julien Willemsen en Zakaria Abouazzaoui en geproduceerd door Jack $hirak. Het is een nummer uit het genre nederhop. Het lied is, net als het gelijknamige album, een ode aan de Marokkaanse roots van de rapper. In de videoclip is de artiest meermaals met een Marokkaanse vlag te zien. De single heeft in Nederland de gouden status.

## Hitnoteringen
De rapper had succes met het lied in de hitlijsten van het Nederlands taalgebied. Het piekte op de twintigste plaats van de Nederlandse Single Top 100 en stond elf weken in de lijst. Er was geen notering in de Nederlandse Top 40, maar het kwam tot de achtste plaats van de Tipparade. De Vlaamse Ultratop 50 werd niet bereikt; het lied bleef steken op de twintigste plaats van de Ultratip 100.